# Adalia
|  | Per a altres significats, vegeu «Antalya». |

Adalia és un gènere de coleòpters polífags de la família Coccinellidae (marietes), subfamília Coccinellinae.

## Distribució
Europa, Àsia, Amèrica del Nord i Nova Zelanda. Les dues espècies d'Adalia predominantment mengen àfids, però també hi ha canibalisme i són depredadores d'altres marietes.

## Taxonomia
El gènere Adalia té dues espècies:
- Adalia bipunctata
- Adalia decempunctata